# Operazione Testuggine
L'operazione Testuggine è stata un'operazione dell'Esercito Italiano dal 16 agosto 1993 al 28 febbraio 1995, per contrastare il flusso di clandestini, per impedire eventuali tentativi d'ingresso irregolare di persone, mezzi e materiali.
La missione aveva il compito di pattugliare, nell'arco notturno, il confine italo-sloveno, in corrispondenza dei principali valichi ed itinerari di frontiera.
Inizialmente il servizio si svolgeva unitamente ad un componente delle forze dell'ordine in ogni pattuglia e/o posto di osservazione in cui si articolava il dispositivo della forza armata. Dalla fine del mese di gennaio 1994, con l'attribuzione dello "status" di agente di pubblica sicurezza, il servizio era svolto autonomamente.
I principali valichi di frontiera dal Tarvisiano sino al Triestino (Tarvisio, Cividale, Gorizia, Monfalcone, Trieste) sono stati presidiati dal 4º Corpo d'armata alpino il tratto di frontiera incluso nella provincia di Udine e dal 5º Corpo d'Armata quello compreso nelle province di Gorizia e Trieste.

## Etimologia

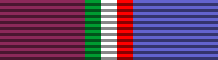
nastrino

È stata usata questa terminologia perché già in epoca romana la "Testuggine" rappresentava una formazione di difesa dal fuoco nemico; si contrastavano frecce e dardi posizionando i militari armati da scudi: in modo da formare una barriera, un muro impenetrabile sia frontalmente, che lateralmente, nonché dall'alto. Le intrusioni erano così bloccate.